# Hakan Tecimer
Hakan Tecimer (* 6. Januar 1967 in Rize) ist ein ehemaliger türkischer Fußballspieler und -trainer. Aufgrund seiner langjährigen Tätigkeit für Çaykur Rizespor und Fenerbahçe Istanbul wird er mit diesen Vereinen assoziiert. Bei letzterem war er ein wichtiges Mitglied jener Mannschaft, die in der 1988/89 mit 103 Toren Meister wurde und deswegen als Meistermannschaft mit 103 Toren in die Vereinshistorie einging.

## Spielerkarriere

### Çaykur Rizespor
Tecimer durchlief die Nachwuchsabteilung von Rizespor, wurde Anfang der Saison 1984/85 in den Profikader des Zweitligisten aufgenommen und wurde während dieser Saison in den Ligaspielen eingesetzt. Zum Saisonende sicherte er sich mit seinem Team die Zweitligameisterschaft und dadurch den Aufstieg in die 1. Lig. In die 1. Liga aufgestiegen avancierte Tecimer zu einem wichtigen Leistungsträger. In der Saison 1986/87 wurde er mit 10 Ligatoren der erfolgreichste Torschütze seines Vereins.

### Fenerbahçe Istanbul
Im Sommer 1988 wechselte Tecimer zu Fenerbahçe Istanbul. Obwohl bei der obligatorischen medizinischen Untersuchung vor seiner Vertragsunterschrift eine Verletzung bei Tecimer festgestellt wurde, unterschrieben beide Seiten den Vertrag, der Tecimers Wechsel zu Fenerbahçe besiegelte.
Zur neuen Saison wurde bei Fenerbahçe mit Todor Veselinović der Meistertrainer aus der Spielzeit 1984/85 verpflichtet. Dieser Trainer wählte Tecimer als einen der Spieler aus, mit denen er seine neue Mannschaft aufbaute. Zudem verpflichtete der Verein mit dem deutschen Torhüter Toni Schumacher einen international Star. Ferner investierte die Vereinsführung weiter in die Mannschaft und verpflichtete mit Şenol Ustaömer, Oğuz Çetin, Aykut Kocaman, Turhan Sofuoğlu, Hasan Vezir und Orhan Kapucu Stars bzw. wichtige Youngsters der damaligen Zeit. In dieser Saison lieferte sich Tecimers Team mit dem Erzrivalen Beşiktaş Istanbul ein enges Kopf-an-Kopf-Rennen um die türkische Meisterschaft. Nachdem Beşiktaş die Hinrunde mit einem Ein-Punkte-Unterschied vor Fenerbahçe als Herbstmeister behaupten konnte, übernahm Fenerbahçe am zweiten Spieltag der Rückrunde die Tabellenführung. Am 25. Spieltag verlor das Team wieder die Tabellenführung an Beşiktaş, übernahm sie einen Spieltag wieder und verlor sie am 27. Spieltag wieder an den Erzrivalen. Am 28. Spieltag trafen beide Teams im Derby aufeinander. Vor heimischer Kulisse geriet Tecimers Mannschaft in der 15. Minute in Rückstand und konnte in der 23. Minute durch Aykut Kocaman ausgleichen. Nachdem die hart umkämpfte Partie lange Zeit bei 1:1 geblieben war, erzielte Tecimer in der 64. Minute den 2:1-Siegtreffer und sicherte seiner Mannschaft in dieser für die Meisterschaft entscheidenden Partie den Sieg. Im weiteren Saisonverlauf baute Tecimers Mannschaft konsequent ihre Tabellenführung aus und spielte eine überragende Saison. Die Saison beendete man mit zehn Punkten Vorsprung auf den Zweitplatzierten Galatasaray. Zudem erzielte die Mannschaft über die gesamte Saison 103 Tore und erspielte damit einen neuen Torrekord in der Süper Lig. Diese Mannschaft ging als Meistermannschaft mit 103 Toren in die Vereinsannalen ein. Tecimers war in dieser Saison mit 37 Pflichtspieleinsätzen und fünf Toren an diesem Erfolg beteiligt. Am Saisonende holte Tecimers Team den Premierminister-Pokal. Am Anfang der nächsten Saison holte Tecimer mit seinem Team zudem den Präsidenten-Pokalspiel, die damalige Version des Türkischen Supercup.
Nach dieser erfolgreichen Saison blieb Fenerbahçe die nächsten sechs Spielzeiten ohne nennenswerte Erfolge. Weder in der Meisterschaft, noch im türkischen Pokal gelang ein Titelgewinn. Als einzige Lichtblicke konnte in der Saison 1992/93 der Premierminister-Pokal und in der Saison 1994/95 der TSYD-Istanbul-Pokal gewonnen werden. Während Tecimer in den ersten zwei Spielzeiten nach der Meisterschaft seinen Stammplatz verlor, wurde er als Ergänzungsspieler regelmäßig eingesetzt. In der Saison 1992/93 erkämpfte er sich über einen Großteil der Saison seinen Stammplatz zurück. Nachdem er in den beiden Spielzeiten 1993/94 und 1994/95 über sporadische Einsätze nicht hinaus gekommen war, wurde er im Sommer 1995 auf die Verkaufsliste gesetzt.

### Zweitligajahre und Karriereende
Nachdem er die Spielzeit 1995/96 beim Zweitligisten Adanaspor verbracht hatte, wurde er im Sommer 1996 an seinen Heimatverein, den Zweitligisten Çaykur Rizespor, abgegeben. Hier blieb er nur eine Saison und wechselte anschließende innerhalb der 2. Liga zu Kuşadasıspor. Am Ende der Saison 1999/2000 beendete er hier seine Karriere.
2006 startete er ein Comeback und spielte kurze Zeit beim Istanbuler Amateurklub Selimiye SK.

### Nationalmannschaft
Tecimers Länderspielkarriere begann 1986 mit einem Einsatz für die türkische U-21-Nationalmannschaft. 1987 absolvierte er drei Einsätze für die türkische Olympiaauswahl.
Im Rahmen eines WM1990-Qualifikationsspiels gegen die Nationalmannschaft der DDR wurde Tecimer im Sommer 1989 vom Nationaltrainer Tınaz Tırpan zum ersten Mal für den Kader der türkischen Nationalmannschaft nominiert. In dieser Partie spielte Tecimer von Spielbeginn an und gab damit sein Länderspieldebüt. Tecimer absolvierte zwei weitere Spiele für die türkische A-Nationalmannschaft.

## Trainerkarriere
Tecimer begann seine Trainerkarriere 2001 mit einer Co-Trainertätigkeit beim Istanbuler Drittligisten Sarıyer SK. Im Februar 2008 begann er bei seinem Heimatsportverein  Çaykur Rizespor zu arbeiten und blieb bis zum Saisonende in dieser Tätigkeit.
Ab der Saison 2009 begann er bei Fenerbahçe Istanbul als Nachwuchstrainer zu arbeiten. Später betreute er die als A2-Mannschaft bezeichnete Reservemannschaft des Vereins.
Am Jahresanfang 2012 begann er die türkische U-16-Nationalmannschaft als Cheftrainer zu betreuen.
Ab dem Februar 2014 begann Tecimer die Türkische U-17-Nationalmannschaft zu betreuen und war hier nur drei Monate tätig. Während dieser Zeit nahm er mit seinem Team an der U-17-Europameisterschaft 2014 teil und schied hier in der Gruppenphase aus.

## Erfolge
Mit Çaykur Rizespor
- Meister der TFF 1. Lig und Aufstieg in die Süper Lig: 1984/85

Mit Fenerbahçe Istanbul
- Türkischer Meister: 1988/89
- Präsidenten-Pokalspieler: 1989/90
- Premierminister-Pokalsieger: 1988/89, 1992/93
- TSYD-Istanbul-Pokalsieger: 1994/95